# زين (مؤلفة)
زين (بالإنجليزية: Zane)‏ (1967 في الولايات المتحدة)؛ كاتِبة وروائية أمريكية.

## روابط خارجية
- زين على موقع IMDb (الإنجليزية)
- زين على موقع إن إن دي بي (الإنجليزية)
- زين على موقع قاعدة بيانات الفيلم (الإنجليزية)